# Sencsen
Sencsen (Shenzhen) (kínaiul 深圳市, pinjin átírással Shenzhen (népszerű magyar átírással Sencsen), régebbi iratokon Sham Chun vagy Shamchun) egy szubtartományi város Kína déli részén, Kuangtungban (Guangdongban), melynek déli része határos a Hongkong Különleges Igazgatású Területtel. Sencsen (Shenzhen) a külföldi befektetések egyik központja Kínában, és az 1970-es évek óta a világ egyik leggyorsabban fejlődő városa, valamint az ország legforgalmasabb kikötője. Sencsen egy körülbelül 30 ezer fős vásárfalu volt, népszerűségét a Kaulung–Kanton-vasútvonalnak köszönhette. A falu 1979-ben elnyerte a városi rangot és 1980-ban kijelölték az első különleges gazdasági zónaként. 2015-re Sencsen népessége 10 778 900, a külvárosokkal együtt 18 millió főt számolt. A világ egyik leggyorsabban növekvő városa volt az 1990-es, illetve a 2000-es évek folyamán.

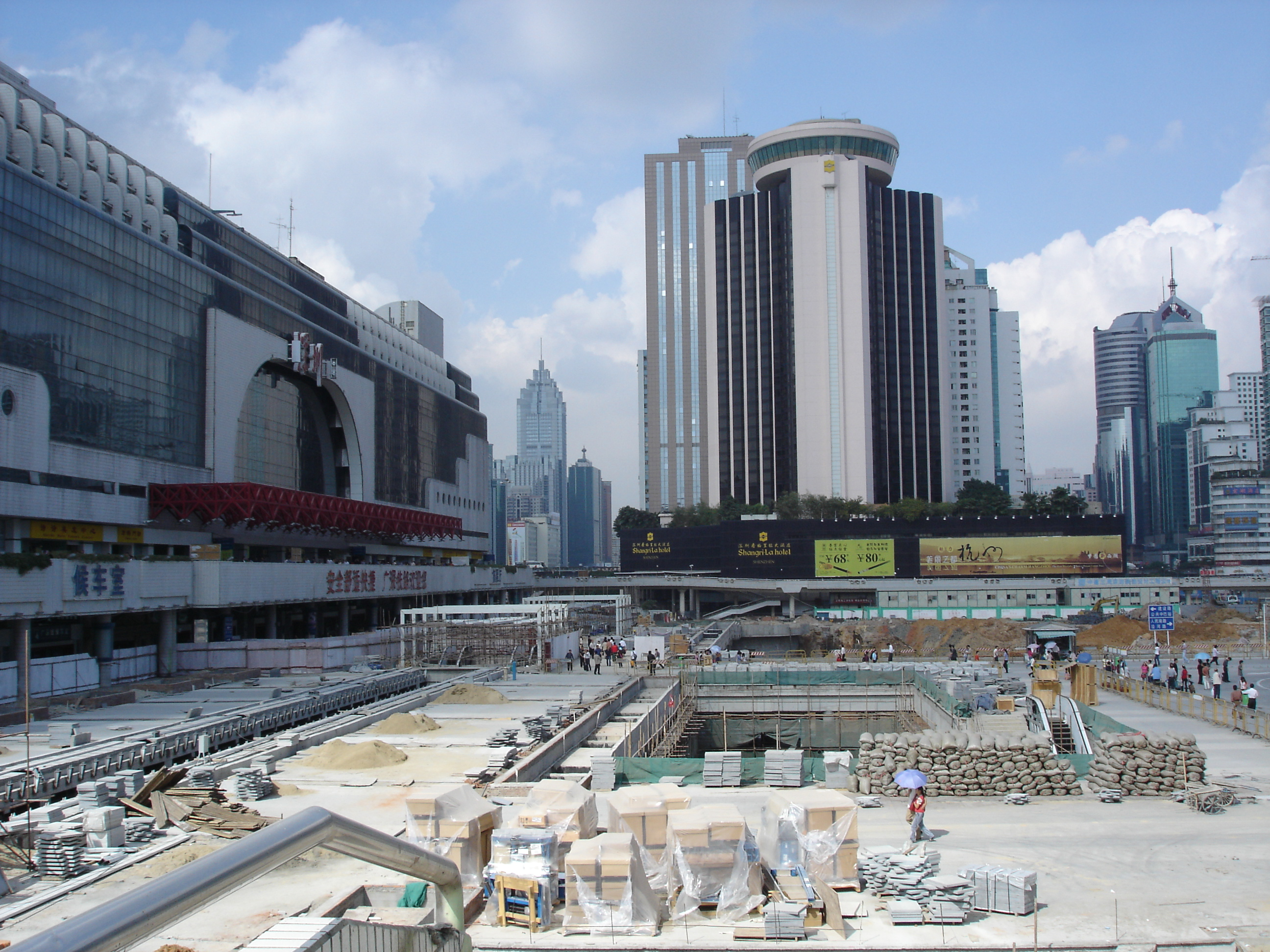
Építési terület a dinamikusan fejlődő város központjában.

Sencsen a fő pénzügyi centrum Dél-Kínában. A városban található a sencseni tőzsde, és számos high-tech cég, például a Huawei székhelye. 2001 és 2010 között Kína legnagyobb export-import forgalmát bonyolító városa volt, 2010-ben kereskedelmi forgalma meghaladta a rekordnak számító 74 milliárd amerikai dollárt.

## Népesség
| Lakosok száma | 10 628 900 | 11 380 000 | 17 494 398 | 17 681 600 |
|               | 2013       | 2015       | 2020       | 2022       |

## Közlekedés

### Vasúti
A városból indul a Kancsou-Sencsen nagysebességű vasútvonal.
Vasútállomása: Sencsen Északi pályaudvar.

### Helyi közlekedés
A városban metró is működik.

## Testvérvárosai
1. Houston, USA, 1986
2. Brescia, Olaszország, 1991
3. Brisbane, Ausztrália, 1992
4. Poznań, Lengyelország, 1993
5. Vienne, Franciaország, 1994
6. Kingston, Jamaica,  1995
7. Lomé, Togo, 1996
8. Nürnberg, Németország, 1997
9. Walloon Brabant, Belgium, 2003
10. Cukuba, Japán,  2004
11. Kvangjang, Dél-Korea, 2004
12. Johor Bahru, Malajzia,  2006
13. Perm, Oroszország, 2006
14. Torino, Olaszország, 2007
15. Temesvár, Románia, 2007
16. Rotherham, Egyesült Királyság, 2007
17. Reno, USA, 2008
18. Montevideo, Uruguay, 2009
19. Kalocsa, Magyarország, 2010
20. Haifa, Izrael
21. Metepec, Mexikó
22. Bogor, Indonézia